# Autosnelweg Gradiška - Banja Luka
De Autosnelweg Gradiška - Banja Luka (Servisch: Autoput Gradiška - Banja Luka) is een autosnelweg in Bosnië en Herzegovina, die door de Servische Republiek loopt. Op dit moment is de weg 27 kilometer lang en loopt van Bosanska Gradiška naar Klašnice, ten noorden van Banja Luka. De weg vormt zo een alternatief voor de M-16. Door politieke problemen tussen de Federatie van Bosnië en Herzegovina en de Servische Republiek gaat het uitdelen van nummers moeizaam en heeft de autosnelweg nog geen nummer.
De Autosnelweg Gradiška - Banja Luka is onderdeel van de E661 tussen Balatonkeresztúr in Hongarije en Zenica in Bosnië en Herzegovina.

## Geschiedenis
De weg werd geopend op 30 november 2011 na een bouwperiode van zeven jaar. Het is de eerste autosnelweg in de Servische Republiek en de tweede in Bosnië en Herzegovina.

## Toekomst
De weg zal in de toekomst enkele kilometers verlengd worden naar de Kroatische grens. Daar zal de weg aansluiten op de D5 naar Zagreb.